# Microsoft Surface Headphones
Microsoft Surface Headphones はマイクロソフトの Surface ブランドのワイヤレスBluetoothヘッドフォン。同ブランド初のPC、タブレット以外のデバイスとして2019年1月29日に発売された。